# Саргсян, Виген Александрович
Виген Александрович Саргсян (арм. Վիգեն Ալեքսանդրի Սարգսյան; род. 10 мая 1975, Ереван, Армянская ССР, СССР) — юрист, государственный и политический деятель. Министр обороны Республики Армения (2016—2018).

## Биография
Виген Саргсян родился 10 мая 1975 года в семье врачей, в городе Ереван.
В 1992 году поступил в Северо-Западную академию государственной службы. В 1996 году окончил заочное отделение Северо-Западной академии государственной службы по специальности «Управление персоналом».
В 1992 году поступил, а в 1999 году окончил факультет международных отношений Ереванского государственного университета. В 2000 году получил степень магистра права и дипломатии Флетчерчской школы Университета Тафтса и дипломатии искусств Гарвардского университета, поступив туда в 1998 году.
С августа 1995 по октябрь 1998 года помощник председателя Национального собрания Армении и его советника. С 2000 по 2003 год занимал должность референта министра обороны в министерстве обороны Армении. С 2001 по 2011 год — преподаватель в Американском университете Армении. С марта 2003 по январь 2009 года помощник президента Армении, с 27 января 2009 года — в должности заместителя главы администрации президента. В 2009 году назначен заместителем руководителя аппарата президента Армении, проработал в этой должности до октября 2011 года, после чего возглавил аппарат президента Армении и оставался на этом посту до октября 2016 года. С 3 октября 2016 по 8 мая 2018 года — Министр обороны Армении.

## Другие виды деятельности
- Официальный представитель Армении по гуманитарному сотрудничеству государств-участников СНГ.
- Председатель Совета Ереванского государственного лингвистического университета
- Редколлегия государственной службы
- Член Совета Ереванского Государственного университета
- Член Совета директоров Ереванского Государственного института театра и кино
- Член Совета Европейской региональной образовательной академии
- Член "Образовательного фонда «Луйс(Свет)»
- Член Координационного комитета 500-летия армянского книгопечатания
- Генеральный координатор 20-летия независимости Армении (2011)
- Секретарь-координатор мероприятий года Армении в России и России в Армении армянской стороны генерального комиссара (2005—2006)
- Секретарь-координатор мероприятий года Армении во Франции армянской стороны генерального комиссара (2005—2007)
- Почётный член-учредитель совета общественной организации «Вера»
- Член-учредитель ассоциации совета городов побратимов Ереван-Кембридж
- Состоит в Совете Академии государственного управления Армении
- Член правления института древних рукописей Матенадаран им. св. М. Маштоца
- В 2015 году Виген Саргсян координировал мероприятия, посвященные столетию Геноцида армян. Именно он выступил с идеей построить мероприятия на четырёх основных элементах: память, благодарность, международная борьба за признание и возрождение. Вигену Саргсяну принадлежала идея организовать концерт System of a Down 23 апреля 2015 года в Ереване[4].

## Семья
Женат и имеет трёх дочерей.

## Достижения
- Благодарственное письмо премьера-министра Республики Армения (2004)
- Медаль премьер-министра Республики Армения (2006)
- Благодарственное письмо и медаль от ОДКБ (2007)
- Благодарственное письмо от президента Республики Франция (2007)
- Благодарственное письмо от президента Республики Армения (2007)
- Медаль Мовсеса Хоренаци (2007)
- Медаль «Андраник Озанян» от Министерства обороны Армении (2008)
- Кавалер французского Ордена «За заслуги» (15 января 2009, Франция)
- Почётная золотая медаль от Национального Собрания Республики Армения (2011)
- Медаль «20 лет независимости Республики Казахстан» (2011, Казахстан)
- Юбилейная медаль 20-летия Вооружённых Сил Республики Армения (2012)
- Грамота Содружества Независимых Государств (5 декабря 2012) — за активную работу по укреплению и развитию Содружества Независимых Государств[5]
- Медаль «За заслуги перед Отечеством» 2-й степени (18 апреля 2013) — за многолетнюю и плодотворную работу в системе государственного управления Республики Армения, значительный вклад в государственное строительство[6]
- Орден «Содружество» (27 ноября 2014, Межпарламентская ассамблея СНГ) — за активное участие в деятельности Межпарламентской Ассамблеи и её органов, вклад в укрепление дружбы между народами государств — участников Содружества Независимых Государств[7]
- Медаль «За заслуги перед Отечеством» 1-й степени (28 декабря 2015) — за большой личный вклад в подготовку, организацию и проведение мероприятий, посвящённых 100-летию Геноцида армян[8]